# Krušovice (piwo)
Krušovice - marka piwa produkowanego w browarze królewskim Krušovice od 1581 roku.

## Rodzaje piwa
- Světlé (jasne, 3,8% obj.)
- Černé  (ciemne, 3,8% obj.)
- Mušketýr 11° (4,5% obj.)
- Radler (piwo z oranżadą cytrynową, 2,2% obj.)
- Jubilejní ležák (bardzo gorzki lager, 4,7% obj.)
- Pšeničnē
- Royal Pale Lager Imperial (lager 5,0% obj.)